# Moira MacTaggert
La Dra. Moira Kinross MacTaggert (a veces escrito MacTaggart, McTaggart o McTaggert; de soltera Kinross) es un personaje ficticio que aparece en los cómics estadounidenses publicados por Marvel Comics. Ella apareció por primera vez en The Uncanny X-Men #96 (diciembre de 1975) y fue creada por el escritor Chris Claremont y el artista Dave Cockrum. Ella trabaja como genetista y es experta en asuntos de mutantes. Ella más comúnmente en asociación con los X-Men y ha sido miembro del Equipo Isla Muir X-Men y  Excalibur.
Es una gran amiga de Charles Xavier, Moira tiene un centro de investigación en la Isla Muir, en Escocia. Estuvo casada con Joseph MacTaggert, con el cual tuvo un hijo llamado Kevin MacTaggert, que más tarde se convertiría en el villano Proteus. Fue luego revelado que ella en realidad es una mutante con el poder de revivir ya que tras morir su conciencia vuelve al momento de su concepción, siendo consciente de su vida anterior y del momento de su muerte.
Olivia Williams desempeñó un papel secundario de la Dra. Moira MacTaggert en X-Men: The Last Stand. Rose Byrne interpretó al personaje en la película de superhéroes de 2011 X-Men: primera generación; La Dra. Moira MacTaggert era oficial de la CIA en lugar de genetista en esta película. Byrne regresó como MacTaggert en la película de 2016 X-Men: Apocalipsis.

## Historial de publicaciones
Moira MacTaggert fue creada por Chris Claremont y Dave Cockrum, y apareció por primera vez en Uncanny X-Men # 96 (diciembre de 1975). Moira fue uno de los principales personajes secundarios en la carrera de Uncanny X-Men de Claremont. Trabajó como genetista y era experta en asuntos mutantes. Ella tuvo una relación sentimental con el Profesor X. Con el tiempo, fundaría un centro de fundación en la isla Muir centrado en la investigación de mutantes.
Moira MacTaggert recibió una entrada en el Manual Oficial de Marvel Universe Update '89 # 4.
Originalmente, Grant Morrison quería utilizar a Moira en su carrera en New X-Men como científico del equipo, pero fue asesinada antes del inicio de la serie. En cambio, usó a Bestia (Henry "Hank" McCoy).
Moira fue uno de los personajes de la serie limitada de dos temas de 2011 Chaos War: X-Men.
Ella es uno de los personajes principales de House of X y Powers of X, escrito por Jonathan Hickman. House of X #2 reconstruyó la continuidad establecida, revelando que ella es una mutante con la capacidad de reencarnar dentro de su propia línea de tiempo; a su muerte, regresa al momento en que fue concebida con pleno conocimiento de sus vidas anteriores. Su conocimiento de futuros potenciales, cuando se divulga al Profesor X y Magneto, conduce a la formación del estado-nación de Krakoa y al nuevo statu quo para los libros de X-Men después de House of X y Powers of X.

## Biografía ficticia

### Origen
Moira MacTaggert, es la hija de un poderoso noble escocés llamado Lord Kinross. Fue una brillante estudiante en biología y escogió especializarse en genética. Se casó con Joseph MacTaggert, un militar de la Marina Real con ambiciones políticas, pero su matrimonio resultó ser un fracaso.
Moira trabajó en su doctorado en la Universidad de Oxford, donde conoció a Charles Xavier. Ambos se enamoraron, su romance duró años y tenían la intención de casarse esperando anular el matrimonio de Moira. Sin embargo Xavier ingresó en el ejército marchándose al sudeste asiático, mientras Moira prometía esperar su regreso. Sin embargo, mientras Xavier se hallaba hospitalizado, recuperándose de heridas recibidas en el campo de batalla, recibiría una carta de Moira rompiendo su compromiso sin más explicaciones en la que le informaba de que volvía a su hogar en Escocia.
Joseph viajó hasta los Estados Unidos donde se encontró con su esposa. Allí la sometió a una serie de abusos y agresiones sexuales por los cuales quedó hospitalizada durante una semana. Tras descubrir que se había quedado embarazada, decidió regresar a Escocia enviando la citada carta a Xavier. En adelante, Moira viviría apartada de su marido pese a que este siempre se negó a concederle el divorcio. Moira tuvo en secreto a su hijo, Kevin y oculto su nacimiento a su marido durante veinte años.
Moira se convirtió en una brillante investigadora llegando a obtener el Premio Nobel por sus avances en genética. Con el tiempo, fundó en la Isla Muir (cerca de la costa escocesa) el Centro de Investigación Mutante y retomó el contacto con Xavier durante una temporada que Xavier pasó en la ciudad de Londres para doctorarse en psiquiatría. Durante dicho encuentro con Xavier, discutieron la posibilidad de crear una escuela donde enseñar a jóvenes mutantes a usar sus poderes. De esta forma Moira se convirtió en su asociada en la fundación de la escuela, que tenía como objetivo primordial entrenar al grupo mutante que sería conocido como los X-Men.
Cuando Kevin, su hijo, resultó ser un mutante llamado Proteus, con poderes destructivos, Moira intentó infructuosamente encontrar una cura para su hijo y, al no lograrlo, se vio obligada a mantenerlo encerrado en su Centro de Investigación Mutante. Fue allí donde, así mismo, trataría a David, el hijo ilegítimo de Charles Xavier y Gabrielle Haller al que se llegaría a conocer como Legión, quien se había vuelto autista a causa de sus poderes (el propio Xavier vivió ignorando la existencia de este hijo suyo durante años). Poco después acogió bajo su protección a la joven Rahne Sinclair, alias Wolfsbane, una joven huérfana que en el futuro demostraría poseer habilidades mutantes de naturaleza lupina. De vez en cuando, Xavier le entregaba a mutantes peligrosos que había capturado para que los estudiara.

### Encuentro con los X-Men y Proteus
Finalmente, Moira se daría a conocer a los X-Men presentándose en su puerta en calidad de nueva ama de llaves. Pronto, el grupo averiguaría tanto su verdadera ocupación como la relación que la unía al Profesor X, visitando las instalaciones de la Isla Muir. Moira conoció a Banshee y ambos se enamoraron iniciando una relación sentimental que duraría largo tiempo.
Kevin MacTaggert, al que su madre había etiquetado como Mutante X pero que se llamaba a sí mismo Proteus, consiguió escapar de su encierro en la Isla Muir y empezó a usar sus poderes para poseer los cuerpos de otros. Proteus se dirigió hasta Scots, donde usó sus poderes para alterar la percepción de la realidad, aterrorizando así a la población. Moira alertó a Joseph del peligro, pero Proteus consiguió apoderarse de su cuerpo intentando matar a su madre. Sin embargo los X-Men se enfrentaron a él que acabaría muriendo aparentemente cuando Colossus atravesó su cuerpo en estado energético. Joseph MacTaggert murió a causa de la posesión de Proteus.
Algún tiempo después Moira descubrió que Rahne tenía el poder mutante de adquirir de adoptar una forma lupina y, tras llevarla junto a Xavier, lo persuadiría para que fundara un nuevo grupo de mutantes, creándose de esta forma los Nuevos Mutantes. Poco antes de que Xavier dejara por última vez la Tierra para viajar al Imperio Shi'ar, Moira y Gabrielle Haller le revelarían que Legión era su hijo.
La Dra. Mactaggert sería de vital importancia para brindar apoyo médico a los Morlocks, cuando estos fueron brutalmente heridos por los merodeadores, llevándose a muchos de ellos a su base en la Isla Muir. La exlíder de los Morlocks, Callisto, se convirtió por un tiempo en guardaespaldas de la Dra. MacTaggert en gratitud.

### X-Men de la Isla Muir
Tras la aparente muerte de los X-Men en su lucha contra el Adversario, Moira y Banshee reunirían un grupo alternativo con base en la Isla Muir. En dicho grupo, Moira actuaría de líder cuando Banshee no se hallaba presente. Con el tiempo, su comportamiento se volvió impredecible, su temperamento aumentó y sus decisiones se volvieron implacables hasta tal punto que, todo aquel que la conocía, empezó a sospechar que algo no andaba bien. En la Isla Muir comenzó a organizar batallas sin cuartel entre sus compañeros, supuestamente con la intención de estudiar a los mutantes en acción. Finalmente se averiguaría que, todos los habitantes de dicha isla, habían sido poseídos mentalmente por el Rey Sombra. Corrompidos por su influencia, se acabarían enfrentando a las fuerzas combinadas de X-Factor y los X-Men hasta que Xavier consiguió liberarlos de su control.

### Magneto
Cuando el villano Magneto, fue revertido a la infancia por su creación, Alpha, el Máximo Mutante, el Profesor X le entregó al infante Magneto a Moira para que lo cuidara en la Isla Muir. Moira pensó que si encontraba el origen de su maldad, podría evitar que Magneto se volviera un supervillano. Moira realizó una serie de experimentos en Magneto, que probablemente lo transtornarían aún más. Más adelante, Magneto volvió a la adultez y escapó. Mucho después, Magneto descubrió esta situación y atacó a Moira llevándosela al Asteroide M, de donde más adelante sería rescatada por los X-Men.
Más tarde, Moira sería secuestrada por los Acólitos de Magneto en un monasterio en Francia. Moira nuevamente fue rescatada por los X-Men.

### Virus Legado
Tiempo después, cuando un misterioso virus empezó a diezmar a la población mutada por ingeniería genética de Genosha, Moira se ofrecería voluntaria como genetista, viéndose obligado a contemplar como los antiguos esclavos iban muriendo. Volviendo a la Mansión-X, Moira encontraría a Illyana Rasputin aquejada del mismo mal, identificado posteriormente como el Virus Legado. Trasladándose de nuevo a la Isla Muir tras la muerte de la joven, Moira se convertiría en la principal esperanza de curar dicha enfermedad.
Poco después, el grupo de superhéroes europeo conocido como Excalibur, se establecería allí tras haber ayudado a Moira. Esta había sido atacada por un grupo de agentes de Mr. Siniestro en busca de la información genética de su fallecido hijo. Así, Moira se convertiría en miembro oficial del grupo, actuando como médico, cuidadora y soporte moral. Una fuga de información, revelaría que ella era la única humana infectada por el Virus del Legado lo que constituyó un extraño giro en los acontecimientos. Quizá se debiera a su larga exposición a los infectados de Genosha, a su autopsia de Illyana o a alguna predisposición al haber dado a luz un mutante. Pese a todo, mantuvo siempre una fuerte presencia de ánimo, ayudó a mantener la disciplina, redujo las tensiones y amplió la efectividad del grupo a través del continente. También fue suya la idea de que se quedaran en la retaguardia cuando Onslaught apareció, convenciéndoles de que se necesitarían héroes si los demás caían.
Dado que su colaboración con Beast no se traducía en progresos apreciables, se colocaría a sí misma en cuarentena en un intento final de hallar la cura sin poner en peligro a sus compañeros. Este intento sería entorpecido por su hija adoptiva, Wolfsbane, y Douglock. La primera se introduciría a través de las puertas del laboratorio justo en el momento en el que se establecía la cuarentena. De esta manera acabaría haciendo las veces de asistente de su madre. Por su parte, Douglock provocaría bastante daño sin proponérselo, al estar su juicio enturbiado por sus sentimientos hacia Rahne.
Justo cuando había dado con la cura, la Isla Muir fue atacada por Mystique y su Hermandad de mutantes diabólicos. Herida de muerte, a causa de la explosión que destruyó su centro de investigación, Moira se aferraría a la vida lo suficiente como para permitir que Xavier estableciera contacto telepático obteniendo así la fórmula de la cura. A pesar de los esfuerzos de Bishop, Wolverine y Rogue para salvar su vida, nada se pudo hacer y murió en el jet de los X-Men mientras sobrevolaban el Océano Atlántico, siendo enterrada posteriormente en Escocia. Merced a ella, Beast sería capaz de extrapolar un antídoto válido para combatir la enfermedad. Esta cura sería liberada en la atmósfera gracias al sacrificio hecho por Coloso.

### Génesis Mortal
Más tarde, se reveló que Moira entrenó a un equipo alterno de X-Men, a petición de Xavier, en los tiempos en que el organizó la segunda generación de X-Men. Este equipo consistió de Vulcan, Darwin, Petra y Sway. Por desgracia, este equipo fracasó en su combate contra Krakoa y costo la vida de Petra y Sway.

### Guerra del Caos
Recientemente Moira fue regresada a la vida como un zombi gracias a la hechicera mutante Selene. Moira reveló ser poseía por la mutante vidente Destiny, y junto con los zombis de Banshee y Ave de Trueno, viajó a la Isla Muir a buscar los diarios de Destiny.

### House of X y Powers of X
Se revela que Moira está viva y es una mutante, y su poder es reencarnar en su cuerpo cada vez que muere. Al morir, su mente vuelve en el tiempo a su cuerpo de bebé y vuelve a vivir su vida de forma distinta, afectando a la línea temporal.
Ella ha vivido 10 vidas, a lo largo de todas sus vidas se dio cuenta de que los mutantes siempre iban a ser perseguidos y masacrados, así que decidió mostrarles todas sus vidas a Charles Xavier y a Magneto. Con ellos ha creado una nueva alternativa en su línea temporal actual, de modo que los mutantes vivan pacíficamente en la isla Krakoa

## Otras versiones

### Era de Apocalipsis
Moira es la esposa de Bolivar Trask y presidenta del Alto Consejo Humano.

### Dinastía de M
Moira es declarada criminal por el Rey Magneto al salvar la vida de su demente hijo Proteus, y la Isla Muir es destruida.

### Ultimate Moira MacTaggert
En esta línea, Moira es la exesposa de Xavier, y tienen un hijo, David (una amalgama entre Legión y Proteus).

## Adaptaciones en otros medios

### Televisión
- Moira aparece en los episodios de la serie X-Men con la voz de Lally Cadeau.[4] Esta versión es la novia de Banshee, una antigua amante de Charles Xavier y madre de David. Ella apareció por primera vez en el episodio "The Cure", donde supuestamente conocía a un médico con una cura para los mutantes. Los siguientes episodios fueron "The Phoenix Saga", donde estaba preocupada por el control del Profesor Xavier sobre su mente. En la "Saga Dark Phoenix" estaba trabajando para ayudar a Jean Grey a ser liberada del Fénix. Luego, la siguiente aparición fue en "Proteus", donde le reveló a Xavier que Proteus era su hijo. Aquí parece ocupar el rol de Gabrielle Haller, una vieja amante de Charles y madre de su hijo, el poderoso pero perturbado muchacho psíquico, David. Su siguiente aparición fue "The Phalanx Covenant, Part 2", cuando se infectó con una Phalanx.
- En Marvel Anime: X-Men, el personaje Yui Sasaki con la voz de Yoshiko Sakakibara en la versión japonesa y de Gwendoline Yeo en inglés, se presenta como una versión de Moira, ya que se parece ligeramente a ella. Al igual que Moira, Yui es una genetista y tuvo una relación amorosa con el Profesor X cuando dirigía el Instituto Sasaki en Japón, escuela que cumplía la misma función que el Instituto X del Profesor Xavier. Pero Charles desconocía que tiene un hijo de ella llamado Takeo Sasaki. Bajo la idea equivocada de intentar ayudar a suprimir los poderes mutantes de su hijo, Yui se asoció con los U-men; el trato es que ellos recolectarían muestras de ADN mutante con el fin de desarrollar una "cura" para la mutanción. A cambio, les dio un dispositivo de detección de mutantes desafectado de la gran máquina que bloquea los rastreadores la cual ella misma construyó. Los planes de Yui comienzan a desmoronarse cuando su suero comienza a acelerar las mutaciones en lugar de suprimirlas. Esto lleva a los X-Men y el Círculo Interno a Japón. La doctora Sasaki desconocía que Mastermind se estaba haciendo pasar por su asistente de laboratorio, y estaba trabajando en quebrantar la mente de Takeo. Gracias a Armor y la ayuda del Profesor X, Takeo se despidió de sus padres en paz.

### Cine
- Moira apareció en tres películas basadas en X-Men hasta la fecha. En la primera X-Men: The Last Stand (2006) interpretada por Olivia Williams, y en la que no tiene una participación de relativa importancia. Ella aparece en un video hablando sobre la ética del uso de poderes mutantes, como transferir la mente de un hombre moribundo al cuerpo de un paciente sin función cerebral superior. Más tarde se la ve sentada junto a Beast en el servicio conmemorativo de Xavier. Después de los créditos finales de la película, aparece de nuevo asistiendo al paciente con muerte cerebral, que de repente le habla con la voz de Xavier.

- En X-Men: primera generación (2011) la actriz que la personificó fue Rose Byrne.[20] Ella es un agente de la CIA que trabaja para descubrir el misterioso Club Hellfire. Esta versión se representa como una americana en vez de ser una mujer escocesa. Durante su investigación en Las Vegas, Nevada, se las arregla para infiltrarse en una reunión quedándose en ropa interior para mezclarse con las estríperes del club donde descubre a unos mutantes intimidando a un oficial militar. Después del incidente, ella busca ayuda del recientemente graduado profesor Charles Xavier (interpretado por el escocés James McAvoy), debido a su afinidad por la investigación en el tema de la mutación genética. Moira finalmente ve que Charles y su hermana adoptiva Raven, son mutantes cuando Xavier demuestra su poder de leer la mente mientras Raven cambia de forma en frente de todos. Más tarde se convierte en el enlace con el equipo y ayuda a los recién formados X-Men a impedir que Sebastian Shaw inicie un holocausto nuclear entre la Unión Soviética y los Estados Unidos durante la crisis de los misiles cubanos. En el clímax, es indirectamente responsable de la parálisis de Xavier mientras le dispara a Magneto una bala que él desvía hacia la columna vertebral de Xavier. En su furia, Magneto casi mata a Moira estrangulándola con su placa de identificación hasta que Xavier le dice que no fue ella la causante de su lesión sino él. Al final de la película, Xavier borra la memoria de Moira sobre los acontecimientos con Shaw y Magneto, mientras la besa. Esto fue para mantener en secreto la escuela de mutantes que ha abierto durante la crisis.

Esta película generó numerosos errores de continuidad en la franquicia de X-Men que afectaron a varios personajes incluyendo a Moira MacTaggert. Al ser esta una precuela, está ambientada unas cuatro décadas antes de X-Men 3 película en la que el personaje apareció por primera vez, sin embargo Moira sigue luciendo relativamente joven a pesar de que ella no es una mutante ni tiene un factor curativo que retrase su envejecimiento como Wolverine.
- En X-Men: Apocalipsis (2016) Rose Byrne, vuelve a interpretarla nuevamente como MacTaggert.[23] Habiendo mantenido su interés en la actividad mutante hasta la década de 1980, investiga un culto en Egipto que se formó cuando la existencia de mutantes se reveló al público, solo para despertar inadvertidamente Apocalipsis. Al enterarse de esto y en parte porque la extrañaba, Xavier la invita a la Mansión X, durante la cual ella revela que tuvo un hijo de un padre anónimo, de quien luego se divorció. Tras un ataque de Apocalipsis y sus Jinetes, MacTaggert se une a los X-Men para frustrar sus planes, sirviendo como su piloto. Una vez que Apocalipsis es derrotado, Xavier restaura sus recuerdos y entabla una relación con ella.

### Videojuegos
- Moira MacTaggert aparece en X-Men Legends, expresada por Michelle Arthur.[24] Ella se muestra en la isla Muir cuando los X-Men están luchando contra Juggernaut para evitar que llegue a Forge.
- Moira MacTaggert aparece en X-Men Legends II: Rise of Apocalypse, expresado por Jane Carr.[24]
- Moira MacTaggert aparece en Marvel Heroes, expresada por Tara Strong.[24]
- Moira MacTaggert se menciona en el juego Marvel: Ultimate Alliance. Se le hace referencia a que mantendrá el Ultimate Nullifier en Muir Island para su custodia.